# Paul Hester
Paul Newell Hester (Melbourne, 8 de janeiro de 1959 —  Melbourne, 26 de março de 2005) foi um músico australiano. Ele ficou conhecido por ser baterista das bandas Split Enz e Crowded House.

## Anos 70 e 80
Hester nasceu em Melbourne, Austrália. Sua mãe Anne, era baterista de jazz e encorajava o filho a seguir uma carreira musical. Hester ainda tentou vários empregos antes de optar pela música. No final dos anos 1970, algumas de suas primeiras bandas já se apresentavam nos arredores da cidade de Melbourne. Em 1980 ele co-fundou uma banda chamada "Cheks" que, após a sua mudança para Sydney em 1982, foi rebatizada para Deckchairs Overboard.
No final de 1983, veio a grande oportunidade para Hester. Split Enz, a famosa banda neozelandesa, precisava de um novo baterista e, após muitos testes, Paul foi aceito. Na época o líder do Split Enz era o guitarrista, cantor e compositor Neil Finn, que dois anos mais tarde, junto com o baixista Nick Seymour, formou o conjunto The Mullanes, nome este que mudou para Crowded House.

## Sucesso no Crowded House
O primeiro álbum da banda, de título homónimo, foi lançado em 1986 e teve grande êxito mundial especialmente com o hit "Don't Dream It's Over". Dois anos depois lançaram o segundo álbum, "Temple of Low Men", cujas vendas foram inferiores apesar da boa recepção da crítica às canções compostas por Finn.
Hester participou nos dois discos de estúdio seguintes, "Woodface" (1991) e "Together Alone" (1993). O músico permaneceu com o Crowded House até 1995, quando a pressão das turnês, o desencanto pela indústria fonográfica e o nascimento de sua primeira filha o fizeram querer ficar em casa em vez de permanecer na estrada.

## Morte
Em 26 de Março de 2005, aos 46 anos, Hester cometeu suicídio por enforcamento. Ele tinha se separado da mãe de suas duas filhas que na época tinham idades entre 4 e 10 anos. Sabe-se também que o músico convivia com uma depressão que se arrastava havia muitos anos e que apresentava alterações extremas de humor (talvez um quadro de bipolaridade). Paradoxalmente, apesar da condição de músico secundário, Hester era muito querido pelos fãs que o viam como uma pessoa gentil e bem humorada.